# Cassipourea korupensis
Cassipourea korupensis är en tvåhjärtbladig växtart som beskrevs av Kenfack och Sainge. Cassipourea korupensis ingår i släktet Cassipourea, och familjen Rhizophoraceae. Inga underarter finns listade i Catalogue of Life.